# Juan Hernández Saravia
Juan Hernández Saravia. (Ledesma, província de Salamanca, 1880 - ciutat de Mèxic, 3 de maig de 1962) va ser un destacat militar espanyol que va participar en la Guerra civil espanyola, durant la qual va ostentar importants llocs militars en l'Exèrcit republicà.

### Carrera militar
Nascut en el si d'una família burgesa, va seguir la tradició militar familiar en ingressar en l'Acadèmia d'Artilleria de Segòvia en 1897. Va liderar posicions de l'Arma d'Artilleria contra la dictadura de Primo de Rivera, aconseguint per aquests temps el grau de Tinent Coronel.
Posteriorment va ser amic de Manuel Azaña, qui el 1931 el va nomenar cap del seu Gabinet Militar mentre aquest va exercir la cartera de ministre de la Guerra. Era considerat un artiller de grans coneixements tècnics, encara que es va retirar del servei actiu el 1933, després de la victòria electoral de les dretes. Per aquesta època es va afiliar a la Unió Militar Republicana Antifeixista (UMRA), associació militar esquerrana sorgida per fer front als sectors més conservadors en l'Exèrcit de terra representats per la Unión Militar Española (UME). En triomfar el Front Popular el 1936, reingressà en l'exèrcit i va passar a ocupar la secretària personal del mateix Azaña, que para llavors ja era President de la República.

### Guerra Civil espanyola
A l'inici de la guerra civil es va mantenir fidel al govern. El 6 d'agost de 1936 va ser nomenat Ministre de la Guerra, ocupant el càrrec fins al 4 de setembre, solament uns mesos després. Des d'aquest lloc va realitzar no pocs esforços per reorganitzar l'infringit exèrcit republicà i, al mateix temps, mantenir la lluita en els fronts de batalla. En ocupar Francisco Largo Caballero la cartera de Guerra —al mateix temps que la presidència del Consell de Ministres—, va ser destinat al front d'Andalusia, al comandament del nou Exèrcit del Sud, passant després a manar l'artilleria republicana en diverses ofensives.
Més tard va ser nomenat Comandant en cap de l'Exèrcit de Llevant. Saravia va trobar la seva nova Caserna general enmig d'un enorme caos administratiu, igual que l'administració orgànica de la nova formació militar. La seva unitat anava a ser la punta de llança per a la conquesta de Terol, la sempre invicta capital de l'alt Túria. El 15 de desembre els homes sota la seva autoritat van començar l'atac i ràpidament van deixar aïllada la ciutat. No obstant això, el que es prometia com una ràpida conquesta va acabar convertint-se en la duríssima batalla de Terol, en la qual Saravia va tenir un destacat paper. Al comandament d'un gran nombre de tropes republicanes, va manejar amb gran destresa l'operació, que va arribar a tenir moments crítics per les inclemències climàtiques i els contraatacs franquistes. Finalment, els republicans van aconseguir conquistar la capital turolana el 7 de gener, la qual cosa li va valer a Saravia l'ascens a General (25 de desembre). Malgrat l'èxit, la pressió franquista va provocar que els republicans perdessin Terol als dos mesos d'haver-la conquistat i el primitiu èxit va quedar en res.
El 2 de juny va passar a manar el Grup d'Exèrcits de la Regió Oriental (GERO), quedant totes les tropes republicanes de Catalunya sota el seu comandament. Depenent de la seva autoritat estaven dos exèrcits: l'Exèrcit de l'Est, al comandament de Perea, i l'Exèrcit de l'Ebre, al comandament de Modesto. Durant la batalla de l'Ebre va tenir una participació modesta, encara que l'ofensiva republicana va tornar a fracassar i al novembre les tropes de l'Exèrcit de l'Ebre tornen als seus punts de partida. Quan va començar l'Ofensiva franquista de Catalunya, les tropes republicanes no van poder frenar el devessall de les tropes franquistes i van haver d'emprendre la retirada. que els Exèrcits republicans a Catalunya només comptaven amb 17.000 fusells. Encara que l'armament disponible era molt superior, dona una idea de la confusió interna que existia en l'organització de l'Exèrcit Popular de la República. Va ser destituït del seu càrrec el 27 de gener de 1939, oficialment per "derrotisme", encara que en realitat els motius són més les diferències entre ell i el Cap d'Estat Major central, Vicente Rojo i el President del Govern de la República Juan Negrín, atès que Saravia pretenia destituir Modesto del comandament de l'Exèrcit de l'Ebre i lliurar-lo a Juan Perea. Immediatament és nomenat ajudant militar d'Azaña.

### Exili
Després de la caiguda de Catalunya es va exiliar en França, sempre prop de Azaña. A la mort d'aquest —al que va acompanyar fins i tot als seus últims moments—, va abandonar França i es va exiliar a Mèxic. Entre agost de 1945 i febrer de 1947 va exercir el càrrec de ministre de la Guerra en el govern en l'exili que va presidir José Giral. Durant aquest temps va intentar organitzar un exèrcit professional amb vista a una tornada dels republicans al poder. No obstant això, encara que el maqui no va ser una prioritat per al seu govern perquè podia comprometre el suport d'altres governs estrangers, la veritat és que també li va prestar assistència.
Va morir a Mèxic el 3 de maig de 1962 als 82 anys.